# Lissonota kamathi
Lissonota kamathi là một loài tò vò trong họ Ichneumonidae.